# Jefferson Parish
Das Jefferson Parish (französisch Paroisse de Jefferson) ist ein Parish im Bundesstaat Louisiana der Vereinigten Staaten. Im Jahr 2020 hatte das Parish 440.781 Einwohner und eine Bevölkerungsdichte von 555,8 Einwohnern pro Quadratkilometer. Der Verwaltungssitz (Parish Seat) ist Gretna.

## Geographie
Das Parish liegt fast im äußersten Südosten von Louisiana, grenzt im Süden an den Golf von Mexiko und hat eine Fläche von 1664 Quadratkilometern, wovon 870 Quadratkilometer Wasserfläche sind. Es grenzt an folgende Parishes:
|                                      |  | Orleans Parish     |
| St. Charles Parish, Lafourche Parish |  | Plaquemines Parish |
|                                      |  |                    |

## Geschichte
Das Jefferson Parish wurde 1825 aus Teilen des Orleans Parish gebildet. Benannt wurde es nach Thomas Jefferson, dem dritten Präsidenten der USA. Das Jefferson Parish ist in den USA durch die Fernsehserie Steven Seagal: Lawman bekannt. In dieser amerikanischen Reality-TV-Serie, die zwischen 2009 und 2010 auf A&E Network ausgestrahlt wurde, wird die Arbeit des Hollywoodstars Steven Seagals beschrieben, der Reserve Deputy Chief Sheriff im Jefferson Parish ist.
Insgesamt sind 19 Bauwerke und Stätten des Parish im National Register of Historic Places eingetragen (Stand 5. November 2017).

## Demografische Daten
Nach der Volkszählung im Jahr 2000 lebten im Jefferson Parish 455.466 Menschen in 176.234 Haushalten und 120.191 Familien. Die Bevölkerungsdichte betrug 574 Einwohner pro Quadratkilometer. Ethnisch betrachtet setzte sich die Bevölkerung zusammen aus 69,82 Prozent Weißen, 22,86 Prozent Afroamerikanern, 0,45 Prozent amerikanischen Ureinwohnern, 3,09 Prozent Asiaten, 0,03 Prozent Bewohnern aus dem pazifischen Inselraum und 2,03 Prozent aus anderen ethnischen Gruppen; 1,72 Prozent stammten von zwei oder mehr Ethnien ab. 7,12 Prozent der Bevölkerung waren spanischer oder lateinamerikanischer Abstammung, die verschiedenen der genannten Gruppen angehörten.
Von den 176.234 Haushalten hatten 31,9 Prozent Kinder und Jugendliche unter 18 Jahre, die bei ihnen lebten. 48,2 Prozent waren verheiratete, zusammenlebende Paare, 15,4 Prozent waren allein erziehende Mütter, 31,8 Prozent waren keine Familien, 26,7 Prozent waren Singlehaushalte und in 8,4 Prozent lebten Menschen im Alter von 65 Jahren oder darüber. Die Durchschnittshaushaltsgröße betrug 2,56 und die durchschnittliche Familiengröße lag bei 3,13 Personen.
Auf das gesamte Parish bezogen setzte sich die Bevölkerung zusammen aus 25,3 Prozent Einwohnern unter 18 Jahren, 9,1 Prozent zwischen 18 und 24 Jahren, 30,2 Prozent zwischen 25 und 44 Jahren, 23,4 Prozent zwischen 45 und 64 Jahren und 11,9 Prozent waren 65 Jahre alt oder darüber. Das Durchschnittsalter betrug 36 Jahre. Auf 100 weibliche Personen kamen statistisch 92,4 männliche Personen. Auf 100 Frauen im Alter von 18 Jahren oder darüber kamen 88,6 Männer.
Das jährliche Durchschnittseinkommen eines Haushalts betrug 38.435 USD, das Durchschnittseinkommen der Familien betrug 45.834 USD. Männer hatten ein Durchschnittseinkommen von 35.081 USD, Frauen 24.921 USD. Das Prokopfeinkommen betrug 19.953 USD. 10,8 Prozent der Familien 13,7 Prozent der Bevölkerung lebten unterhalb der Armutsgrenze. Davon waren 20,0 Prozent Kinder oder Jugendliche unter 18 Jahre und 9,8 Prozent waren Menschen über 65 Jahre.

## Städte und Gemeinden

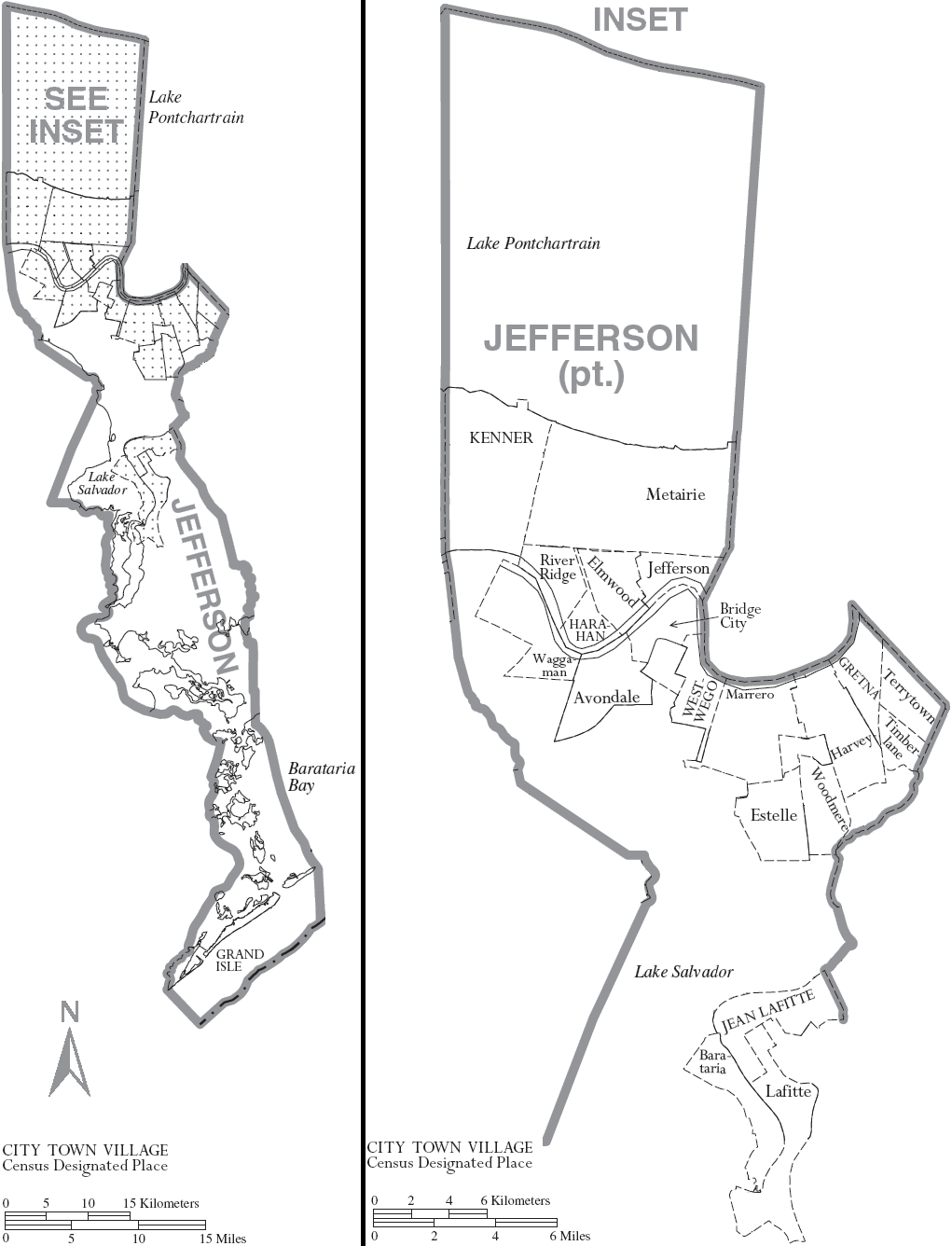
Karte des Jefferson Parish mit Gemeindegrenzen

(Einwohnerzahlen nach dem United States Census 2020)
Citys
1. Gretna (17.814)
2. Harahan (9116)
3. Kenner (66.448)
4. Westwego (8568)

Towns
1. Grand Isle (1005)
2. Jean Lafitte (1809)

Census-designated places
1. Avondale (4582)
2. Barataria (1057)
3. Bridge City (7219)
4. Elmwood (5649)
5. Estelle (17.952)
6. Harvey (22.236)
7. Jefferson (10.633)
8. Lafitte (1014)
9. Marrero (32.382)
10. Metairie (143.507)
11. River Ridge (13.591)
12. Terrytown (25.278)
13. Timberlane (10.364)
14. Waggaman (9.835)
15. Woodmere (11.238)